# La Vernaz
La Vernaz ist eine französische Gemeinde im Département Haute-Savoie in der Region Auvergne-Rhône-Alpes.

## Geographie

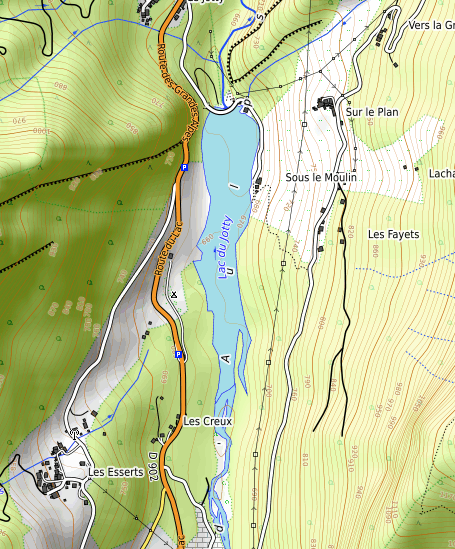
Lac du Jotty

La Vernaz liegt auf 811 m, elf Kilometer südöstlich der Stadt Thonon-les-Bains (Luftlinie). Das Bergdorf erstreckt sich im zentralen Chablais, auf einem Geländevorsprung hoch über der Dranse de Morzine und dem von Westen her einmündenden Brevon, in den nördlichen Savoyer Alpen.
Die Fläche des 7,78 km² großen Gemeindegebiets umfasst einen Abschnitt des Vallée d’Aulps. Die östliche Grenze bildet die Dranse de Morzine, die hier ungefähr von Süden nach Norden in einem tief eingeschnittenen Tal verläuft. Bei den Gorges du Pont du Diable ist das Tal schluchtartig verengt. Unterhalb von La Vernaz münden die Dranse d’Abondance und der Brevon ebenfalls mit tiefen Erosionstälern. Im Süden reicht das Gemeindeareal bis zur Staumauer des Lac du Jotty. Vom Flusslauf erstreckt sich der Gemeindeboden westwärts über den steil ansteigenden und teilweise von Felskreten durchzogenen Hang (Rochers de la Garde, Rochers du Jotty) bis auf die Kalkgipfel von Grande Pointe des Journées (1725 m) und Mont Billiat, auf dem mit 1894 m die höchste Erhebung von La Vernaz erreicht wird.

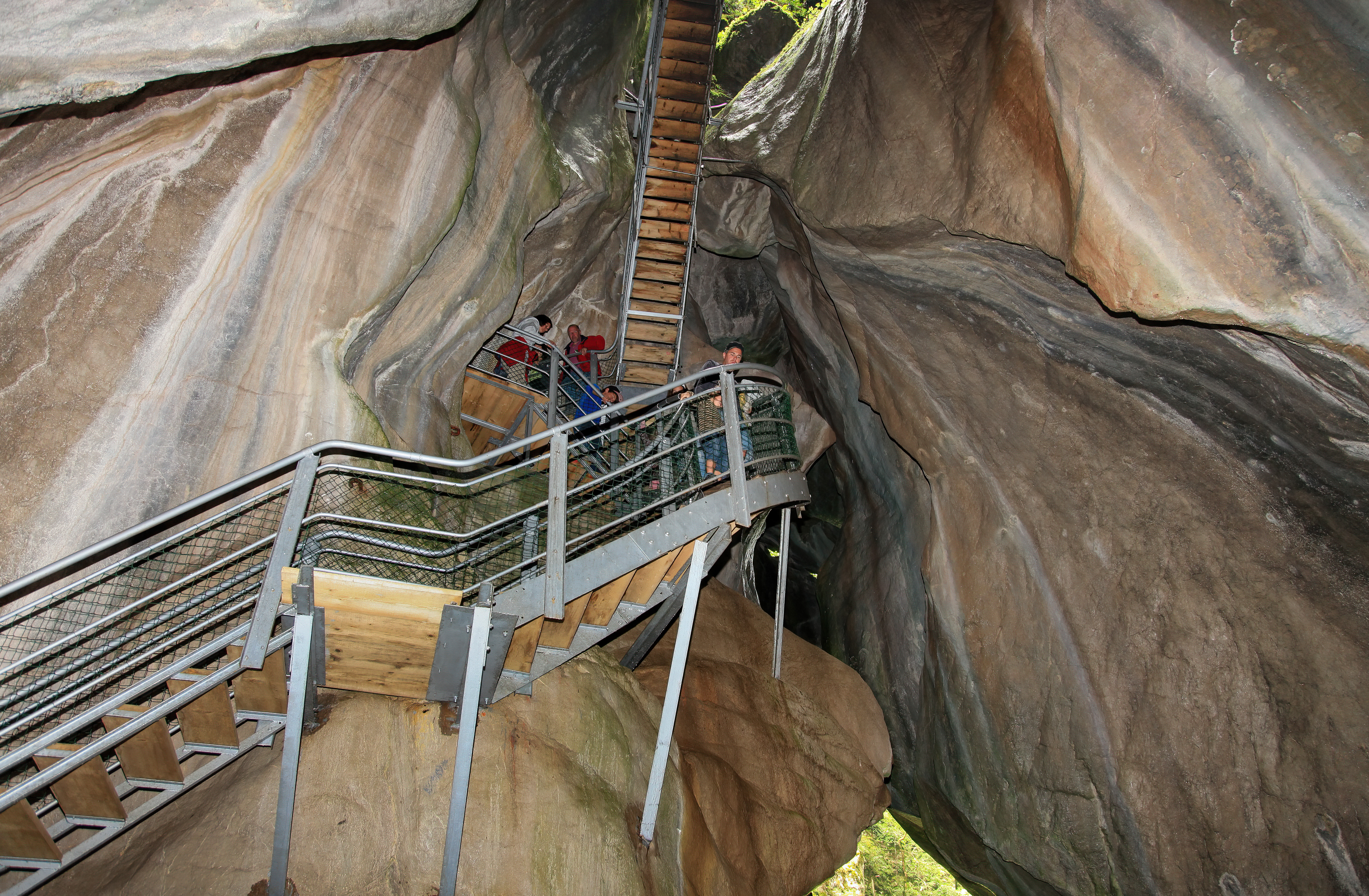
Gorges-de-Pont-du-Diable

Zu La Vernaz gehören die Weilersiedlungen Trélachaud (755 m) am Hang unterhalb des Dorfes und Le Jotty (700 m) im Vallée d’Aulps, nahe dem Stausee Lac de Jotty. Nachbargemeinden von La Vernaz sind Féternes und Vinzier im Norden, La Forclaz im Osten, La Baume im Süden sowie Vailly und Reyvroz im Westen.

## Geschichte
Der Name La Vernaz leitet sich vom französischen Wort verne (Erle) ab. Seit 1740 bildet La Vernaz eine selbständige Gemeinde, vorher war es Teil von Le Biot.

## Sehenswürdigkeiten
Die Dorfkirche stammt aus dem 19. Jahrhundert. Im Tal der Dranse sind Überreste einer Befestigungsanlage aus dem 16. Jahrhundert erhalten. Eine weitere Sehenswürdigkeit ist die Naturbrücke in den Gorges du Pont du Diable.

## Bevölkerung
| Jahr                       | 1962 | 1968 | 1975 | 1982 | 1990 | 1999 | 2006 |
| Einwohner                  | 210  | 168  | 173  | 160  | 158  | 217  | 280  |
| Quellen: Cassini und INSEE |      |      |      |      |      |      |      |

Mit 288 Einwohnern (Stand 1. Januar 2022) gehört La Vernaz zu den kleinsten Gemeinden des Département Haute-Savoie. Seit 1990 wurde eine deutliche Zunahme der Einwohnerzahl verzeichnet.

## Wirtschaft und Infrastruktur
La Vernaz ist noch heute ein überwiegend landwirtschaftlich geprägtes Dorf. Die Ortschaft liegt abseits der größeren Durchgangsstraßen, ist aber von der Hauptstraße, die von Thonon-les-Bains nach Morzine führt, relativ leicht erreichbar. Eine weitere Straßenverbindung besteht mit Vailly im Vallée du Brevon.